# Liste der Biografien/Doy
Liste der Biografien |
Portal Biografien |
Personensuche
# |
A |
B |
C |
D |
E |
F |
G |
H |
I |
J |
K |
L |
M |
N |
O |
P |
Q |
R |
S |
T |
U |
V |
W |
X |
Y |
Z |
?
 
Da |
Db |
Dc |
Dd |
De |
Dg |
Dh |
Di |
Dj |
Dk |
Dl |
Dm |
Dn |
Do |
Dq |
Dr |
Ds |
Du |
Dv |
Dw |
Dy |
Dz
 
Doa |
Dob |
Doc |
Dod |
Doe |
Dof |
Dog |
Doh |
Doi |
Doj |
Dok |
Dol |
Dom |
Don |
Doo |
Dop |
Doq |
Dor |
Dos |
Dot |
Dou |
Dov |
Dow |
Dox |
Doy |
Doz
Die Liste der Biografien führt alle Personen auf, die in der deutschsprachigen Wikipedia einen Artikel haben. Dieses ist eine Teilliste mit 98 Einträgen von Personen, deren Namen mit den Buchstaben „Doy“ beginnt.

## Doy

### Doya
- Doyard, Alice, französische Filmproduzentin und -regisseurin

### Doye
- Doyé, Peter (1927–2019), deutscher Anglist, Fachdidaktiker und Hochschullehrer
- Doye, Sven (* 1967), deutscher Chemiker, Professor für Organische Chemie
- Doyé, Werner (1942–2019), deutscher Fernsehjournalist, Filmemacher und Redakteur
- Doyen, Antoine (1881–1951), belgischer Geher
- Doyen, Fokko (* 1956), deutscher Pilot
- Doyen, Gabriel François (1726–1806), französischer Maler
- Doyen, Gustave (1837–1923), französischer Genre- und Porträtmaler
- Doyen, Henri (1905–1988), französischer Organist und Komponist
- Doyen, Jacqueline (1930–2006), französische Schauspielerin
- Doyen, Jacques (* 1943), französischer Bogenschütze
- Doyen, Paul-André (1881–1974), französischer General
- Doyer, Derk (1827–1896), niederländischer Mediziner
- Doyer, Theo (1955–2010), niederländischer Hockeyspieler

### Doyl
- Doyle Kennedy, Maria (* 1964), irische Schauspielerin und SängerinMaria Doyle Kennedy (* 1964)

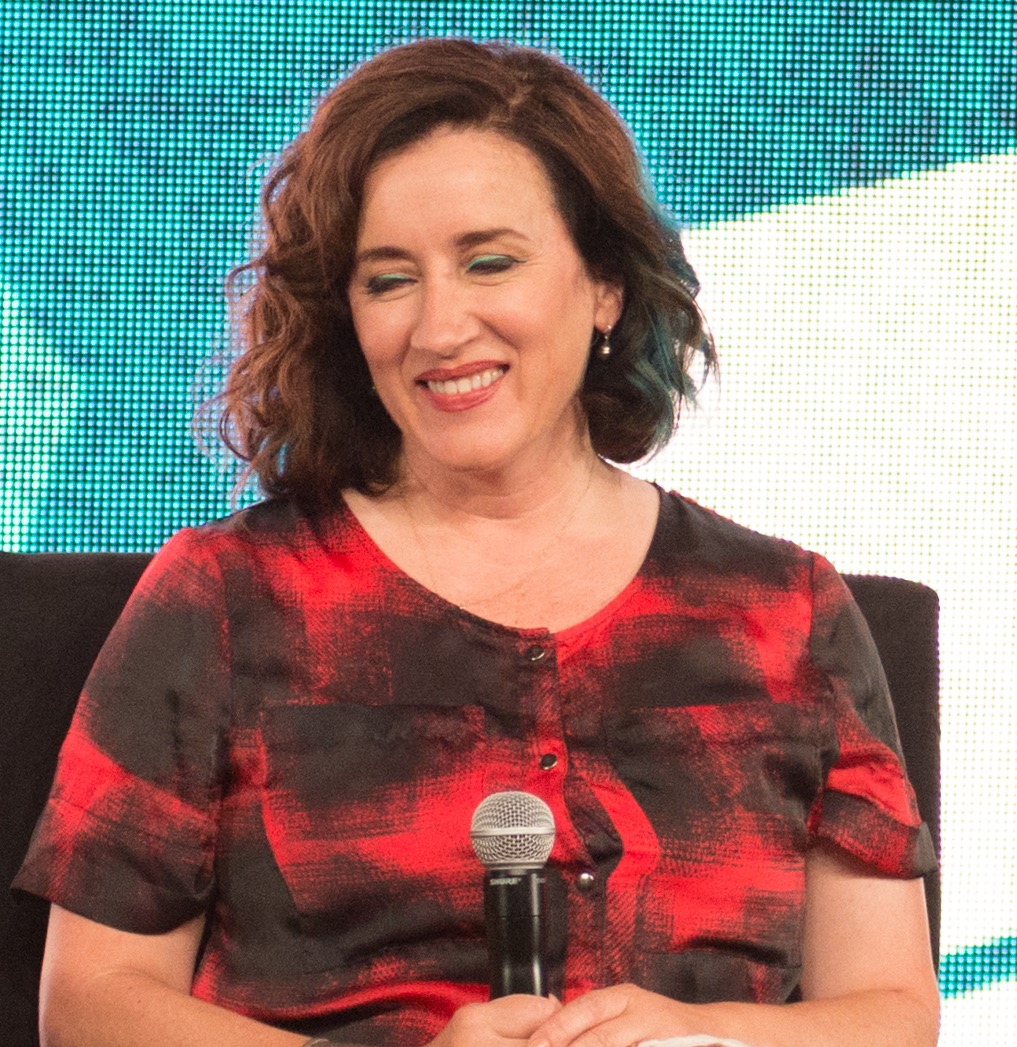
Maria Doyle Kennedy (* 1964)

- Doyle Wheeler, Anna, britische Schriftstellerin und Frauenrechtlerin
- Doyle, Adrian (* 1936), römisch-katholischer Bischof
- Doyle, Adrian Conan (1910–1970), britischer Rennfahrer, Großwildjäger, Entdecker und Schriftsteller
- Doyle, Andrew (* 1960), irischer Politiker (Fine Gael)
- Doyle, Arthur (1944–2014), US-amerikanischer Jazzmusiker (Saxophon, Flöte, Gesang)
- Doyle, Arthur Conan (1859–1930), britischer Arzt und SchriftstellerArthur Conan Doyle (1859–1930)

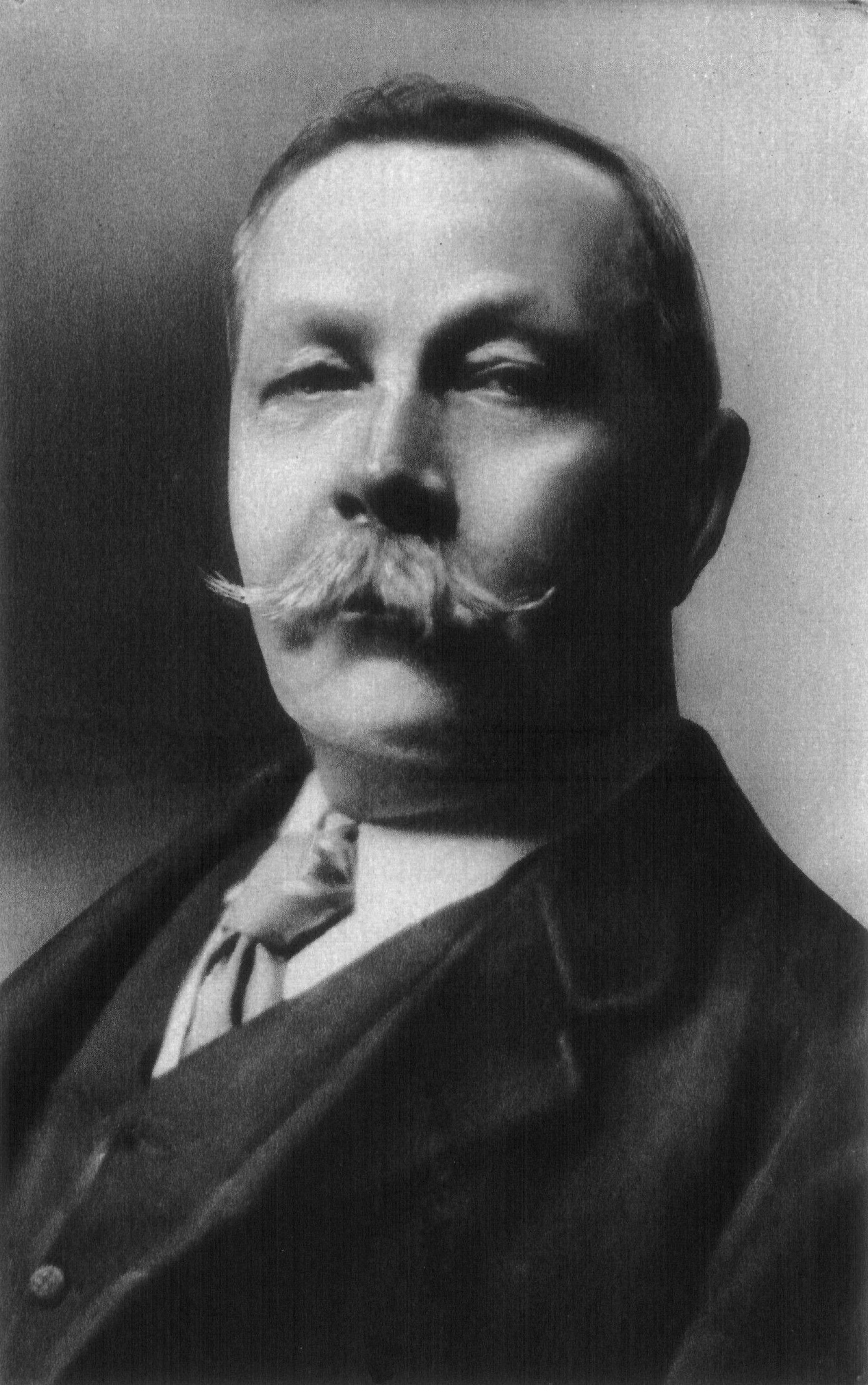
Arthur Conan Doyle (1859–1930)

- Doyle, Avril (* 1949), irische Politikerin, MdEP
- Doyle, Brian (1930–2008), australischer Ruderer
- Doyle, Cathal (* 1997), irischer Mittelstreckenläufer
- Doyle, Charles Altamont (1832–1893), britischer Illustrator und Maler
- Doyle, Christopher (* 1952), australischer Kameramann
- Doyle, Clyde (1887–1963), US-amerikanischer Politiker
- Doyle, Colin (* 1985), irischer Fußballspieler
- Doyle, Damhnait (* 1975), kanadische Popsängerin
- Doyle, Dan (1864–1918), schottischer Fußballspieler
- Doyle, Danny (1940–2019), irischer Folk-Musiker
- Doyle, David (1929–1997), US-amerikanischer Schauspieler
- Doyle, David S., US-amerikanischer Offizier, Generalmajor der US-Army
- Doyle, Dermot, irischer Fußballspieler
- Doyle, Dick (1927–2019), US-amerikanischer Diskuswerfer
- Doyle, Edward (* 1964), irischer Springreiter
- Doyle, Eilidh (* 1987), britische Hürdenläuferin
- Doyle, Eoin (* 1988), irischer Fußballspieler
- Doyle, Francis John (1897–1973), australischer Geistlicher, Bischof von Sideia
- Doyle, Frank (* 1980), kanadischer Eishockeytorwart
- Doyle, Gemma (* 1981), schottische Politikerin
- Doyle, Glennon (* 1976), US-amerikanische Autorin und queere Aktivistin
- Doyle, Jack (* 1990), US-amerikanischer American-Football-Spieler
- Doyle, James Leonard (1929–2004), römisch-katholischer Geistlicher, Bischof von Peterborough
- Doyle, James P. (1930–1985), irischer Badmintonspieler
- Doyle, Jerry (1956–2016), US-amerikanischer Schauspieler, Radiomoderator und PolitikerJerry Doyle (1956–2016)

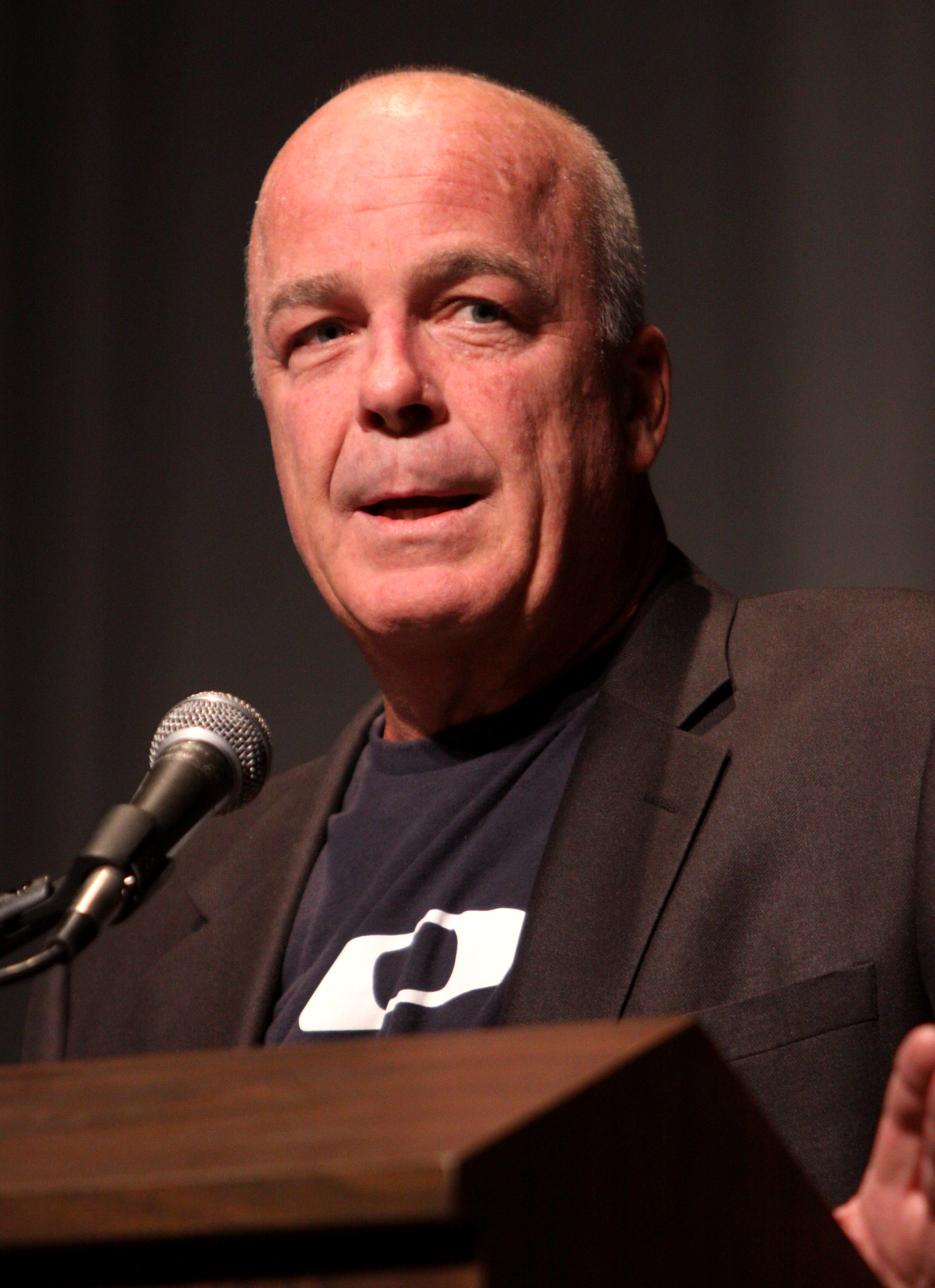
Jerry Doyle (1956–2016)

- Doyle, Jim (* 1945), US-amerikanischer Politiker
- Doyle, Jimmy (1924–1947), US-amerikanischer Weltergewichtsboxer
- Doyle, Joe (1936–2009), irischer Politiker
- Doyle, John (* 1942), US-amerikanischer Politiker
- Doyle, John (* 1963), US-amerikanischer KomikerJohn Doyle (* 1963)

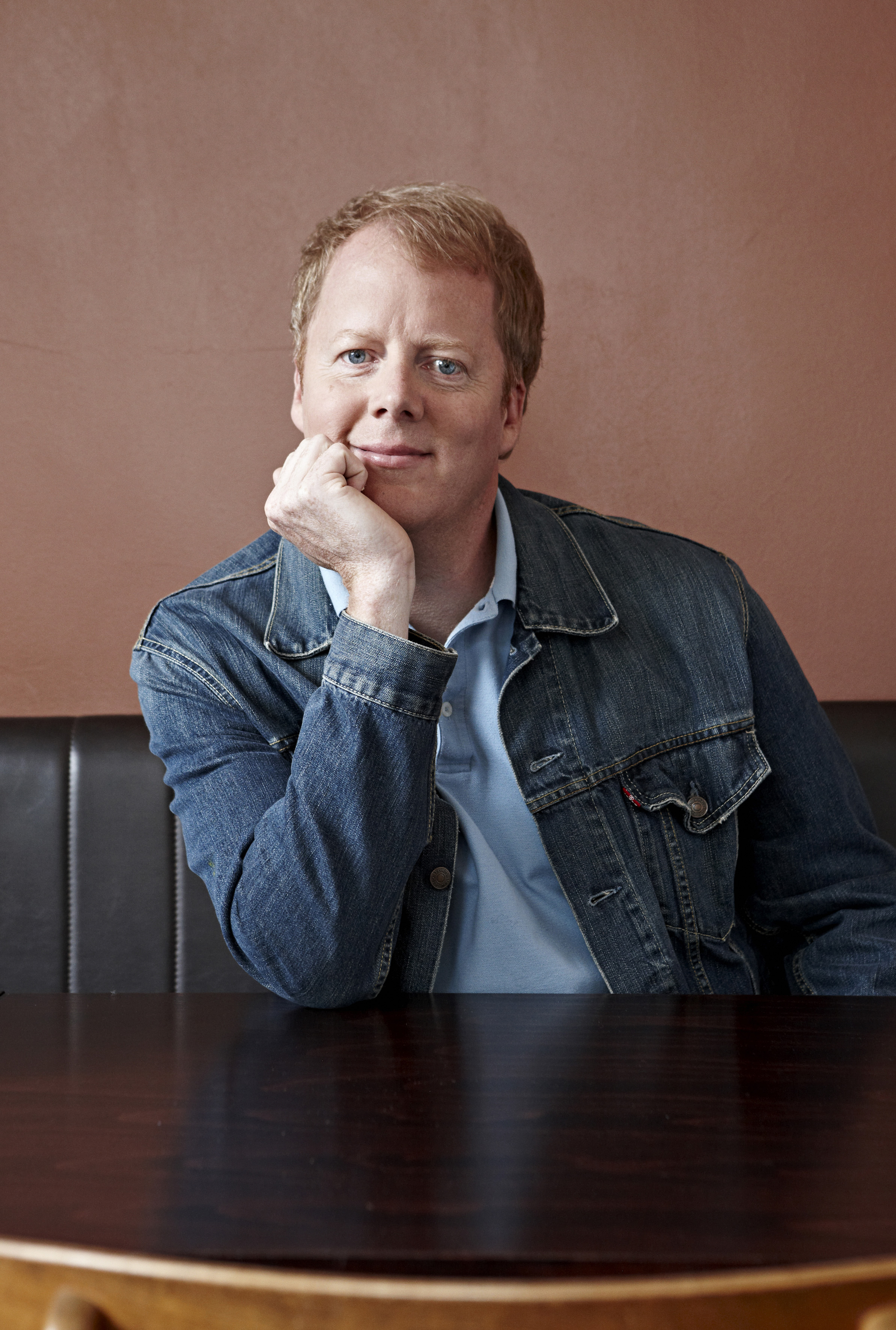
John Doyle (* 1963)

- Doyle, John (* 1966), US-amerikanischer Fußballspieler
- Doyle, John (* 1971), irischer Multiinstrumentalist, Sänger, Songwriter und Musikproduzent
- Doyle, John Patrick (1930–2016), US-amerikanischer Philosoph
- Doyle, Julian (* 1942), britischer Filmregisseur und Filmeditor
- Doyle, Justin (* 1975), britischer Dirigent
- Doyle, Kevin (* 1961), englischer Schauspieler
- Doyle, Kevin (* 1983), irischer Fußballspieler
- Doyle, Kevin (* 1999), US-amerikanischer American-Football-Spieler
- Doyle, Kyle (* 1981), kanadisch-deutscher Eishockeyspieler
- Doyle, Loretta (* 1963), britische Judoka
- Doyle, Mark (* 1963), australischer Ruderer
- Doyle, Michael F. (* 1953), amerikanischer Politiker
- Doyle, Michael W. (* 1948), US-amerikanischer Politikwissenschaftler
- Doyle, Mike (1946–2011), englischer Fußballspieler
- Doyle, Mike (* 1968), US-amerikanisch-französischer Basketballspieler
- Doyle, Mike (* 1972), US-amerikanischer Schauspieler
- Doyle, Nathan (* 1987), englischer Fußballspieler
- Doyle, Patrick (* 1953), britischer KomponistPatrick Doyle (* 1953)

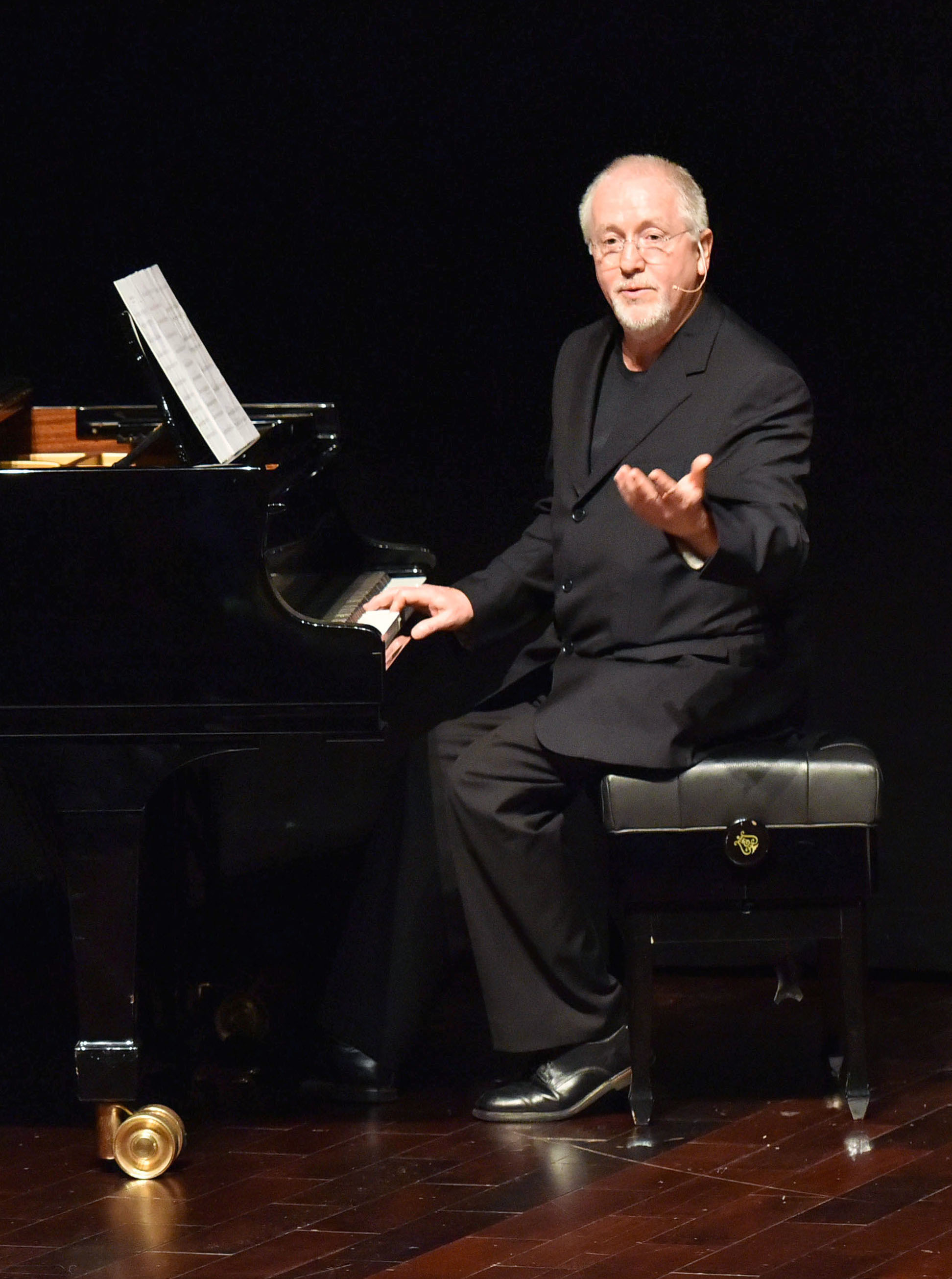
Patrick Doyle (* 1953)

- Doyle, Peadar S. († 1956), irischer Politiker
- Doyle, Peter, australischer Diplomat
- Doyle, Peter (* 1945), irischer Radrennfahrer
- Doyle, Peter John Haworth (* 1944), britischer Geistlicher und römisch-katholischer Bischof von Northampton
- Doyle, Philip (* 1992), irischer Ruderer
- Doyle, Richard (1824–1883), britischer Illustrator
- Doyle, Roddy (* 1958), irischer Schriftsteller
- Doyle, Shawn (* 1968), kanadischer Schauspieler
- Doyle, Susannah (* 1966), britische Schauspielerin
- Doyle, Tara Nome, norwegisch-irische Singer-Songwriterin und Pianistin
- Doyle, Thomas (* 1944), US-amerikanischer dominikanischer Priester und Kirchenrechtler
- Doyle, Thomas (* 1992), neuseeländischer Fußballspieler
- Doyle, Thomas A. (1886–1935), US-amerikanischer Politiker
- Doyle, Tom (* 1955), US-amerikanischer Theologe
- Doyle, Tommy (* 2001), englischer Fußballspieler
- Doyle, Tony (1942–2000), irischer Schauspieler
- Doyle, Tony (1958–2023), britischer Radrennfahrer
- Doyle, Wilfrid Emmett (1913–2003), kanadischer Geistlicher, Bischof von Nelson
- Doyle-Cuche, Maria (* 1965), irische Sängerin
- Doyle-Hayes, Jake (* 1998), irischer Fußballspieler
- Doyle-Murray, Brian (* 1945), US-amerikanischer Schauspieler und DrehbuchautorBrian Doyle-Murray (* 1945)

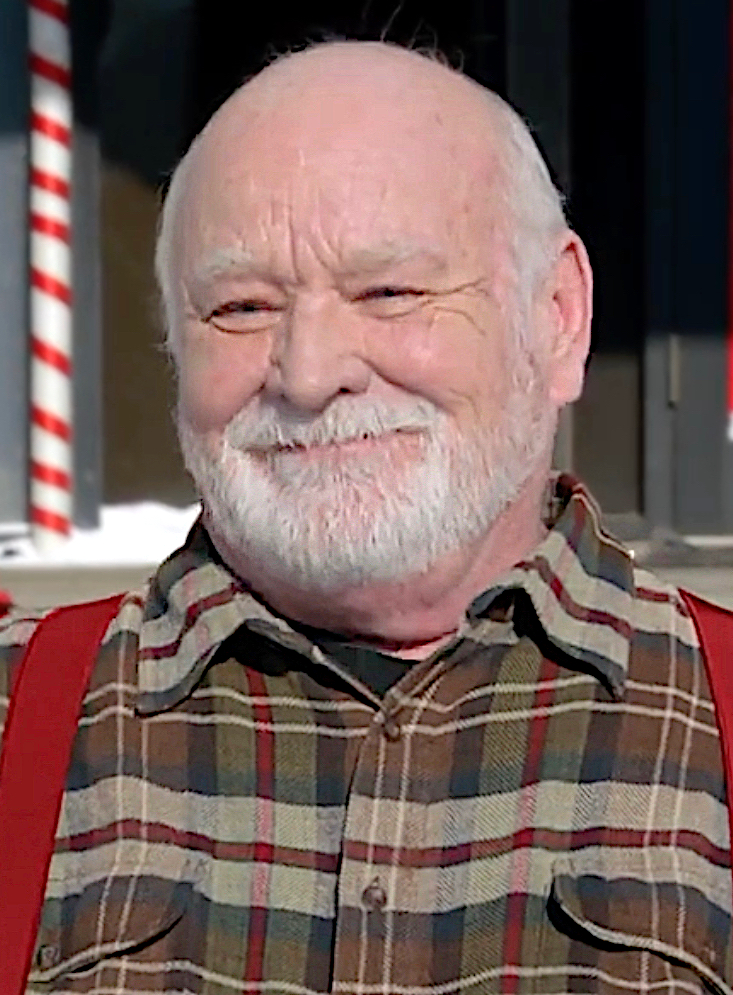
Brian Doyle-Murray (* 1945)

- Doyley, Lloyd (* 1982), jamaikanischer Fußballspieler
- D’Oyly Carte, Richard (1844–1901), englischer Theateragent, Impresario und Hotelier
- D’Oyly Carte, Rupert (1876–1948), englischer Hotelier, Theaterbesitzer und Impresario

### Doyo
- Doyon, J. Michel (* 1943), kanadischer Politiker, Vizegouverneur von Québec
- Doyon, Mario (* 1968), kanadischer Eishockeyspieler und -trainer
- Doyon, Patrick (* 1979), kanadischer Animationsfilmer und Illustrator
- Doyon, Paul (1903–1986), kanadischer Pianist und Organist
- Doyon-Hofstetter, Josy (1932–2011), österreichische Bergbäuerin und Schriftstellerin